# François de Caumont
François de Caumont, né en 1768 à Bayeux et mort le 31 mai 1848 à Caen, est un dessinateur et artiste-peintre français.
Peu de temps avant la Révolution, Caumont reçut, après avoir terminé ses études à Caen, le titre de maître ès-arts. Il fut, à l’époque des troubles civils, emprisonné avec son père et sa mère qui avaient été dénoncés comme suspects.
Dessinateur et peintre de talent, François de Caumont ne cessa de cultiver, une fois rendu à la liberté, en amateur distingué, l’art du dessin et celui de la peinture. Il s’exerça avec succès dans la gouache, l’aquarelle, la miniature et peignit à l’huile avec un remarquable talent.
Conseiller municipal de Bayeux pendant dix-huit ans, François de Caumont démissionna pour venir demeurer à Caen où il mourut, le pinceau à la main, d’une violente attaque d’apoplexie.

## Sources
- Mémoires de la Société des sciences, arts et belles-lettres de Bayeux, 1901, p. 136
- Noémi Noire-Oursel, Nouvelle Biographie normande, 1886, p. 168